# Johann Ernst Pistoris

Johann Ernst Pistoris. In: Anselmus van Hulle: Les hommes illustres qui ont vécu dans le XVII. siecle, 1717.

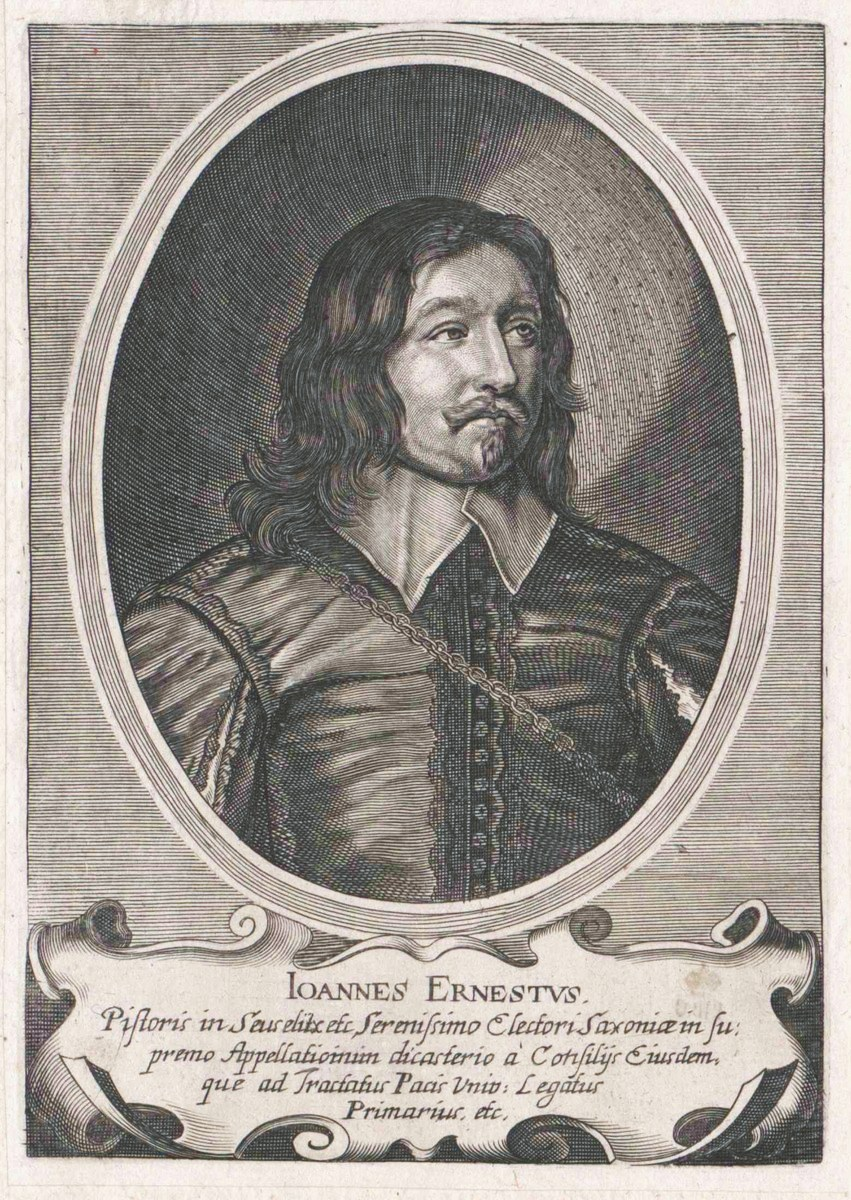
Johann Ernst Pistoris

Johann Ernst Pistoris von Seußlitz und Hirschstein (* 20. März 1605 auf Schloss Hirschstein; † 13. Mai 1680 in Seußlitz) war ein deutscher Oberhofrichter und Prinzipalgesandter bei den Verhandlungen zum Westfälischen Frieden.

## Leben und Wirken
Der Enkel des Geheimrates Hartmann Pistoris senior von Seußlitz und Hirschstein sowie Sohn von Hartmann Pistoris junior (1572–1622) und der Katharina von Haugwitz (1578–1653) aus dem Hause Kleeberg studierte nach seiner Schulzeit Rechtswissenschaften an der Universität Leipzig. In dieser Zeit wurde er bedingt durch den plötzlichen Tod seines Vaters bereits im Jahr 1627 alleiniger Besitzer des Schlosses Seußlitz und erbte darüber hinaus die Güter auf Radeburg, Radewitz und Zunschwitz und andere, die ihm 1629 zur „gesamten Hand“ mit seinem Bruder Hartmann übertragen wurden.
Im Jahr 1639 wurde Pistoris in den kursächsischen Staatsdienst übernommen und 1639 zum Hofrat befördert sowie 1645 zum Justiz- und Appellationsrat von Dresden berufen. Nach 1650 folgte seine Ernennung zum Präsidenten des Appellationsgerichts sowie im Jahr 1655 die Berufung als Oberhofrichter nach Leipzig. Etwa im Jahr 1660 trat er seine letzte Verwendung als Amtshauptmann von Pegau und Borna an.
Johann Ernst Pistoris trat vor allem mehrfach als Gesandter des Kurfürsten Johann Georg I. von Sachsen in Erscheinung. Dieser schickte Pistoris zusammen mit Johann Leuber und 34 weiteren Delegierten erstmals ab dem Jahr 1646 zu den Vorverhandlungen zum Westfälischen Frieden nach Osnabrück und Münster. Hier war es seine Hauptaufgabe, diplomatische Kontakte mit den Reichsständen von Kurmainz und Kurbrandenburg und mit den Gesandten von Frankreich und Schweden, hier speziell mit Johan Axelsson Oxenstierna, sowie den Delegierten des Kaisers Ferdinand III. und den katholischen Reichsständen zu knüpfen. Am Tagungsort Osnabrück hatte Pistoris zusammen mit Leuber darüber hinaus den Vorsitz Kursachsens im Corpus Evangelicorum inne, eine Institution aller lutherischen und reformierten Reichsstände. Doch auf Grund mangelnder finanzieller Unterstützung für diese zahlreichen Konsultationen wurde Pistoris 1647 vom Kurfürsten zurückbeordert.
Im Jahr 1653 beorderte ihn der Kurfürst als Prinzipalgesandten zu dem Reichstag nach Regensburg, wo er ein Jahr später an der Formulierung des Jüngsten Reichsabschieds mitbeteiligt war. Eine letzte Mission folgte in den Jahren 1655/56, bei der Pistoris Kursachsen auf dem Reichsdeputiertentag in Frankfurt am Main vertrat.
In seiner geringen Freizeit beschäftigte sich Pistoris bevorzugt mit der Jagd, pflegte aber auch seine bibliophile Leidenschaft. So erbte er bereits während seiner Studienzeit die Bibliothek seines Urgroßvaters, des sächsischen Kanzlers Simon Pistoris dem Jüngeren und erweiterte diese beträchtlich. Johann Ernst Pistoris wurde in der Familiengruft in Seußlitz beerdigt, deren Patronatskirche er nach dem Friedensschluss noch ein vergoldetes Kommuniongefäß und eine vergoldete Weinkanne vermacht hatte.

## Familie
Johann Ernst Pistoris war verheiratet mit Katharina von Köckeritz (1613–1666), Tochter des Appellationsrates Hieronymus von Köckeritz und der Benigna von Ende, mit der er 13 Kinder hatte. Seinen Enkel Hartmann (* 1673), letzter Herr auf Seußlitz, zog es in die Steiermark, wo er im Raum Mürzzuschlag bedeutende Hammerwerke gründete, die über mehrere Generationen hinweg noch in Familienbesitz blieben. Auf Grund erfolgreichen Unternehmertums wurde dessen Enkel Franz Xaver Pistoris (1734–1792) der österreichische Adel verliehen und die Familie nannte sich in der Folge Pistoris, Edle von Adelfeld.